# Clínica
Clínica é toda atividade de Medicina, e por extensão, de outros profissionais da área da saúde, atividades estas que envolvem cuidado, promoção de saúde, prevenção e/ou terapia pós dano ou pós adoecimento, envolvendo escuta, diagnóstico e orientação/tratamento.
O termo clínica é usualmente atribuídos ao espaço de trabalho dos profissionais da saúde, tais como ambulatórios ou enfermarias, por isso os médicos costumam ser diferenciados em clínicos e cirurgiões.

## Etimologia
Alguns autores, como Barbier (1985), apontam a origem grega da palavra. Kliné, em grego, significaria "procedimentos de observação direta e minuciosa", ou seja, aquele que se inclina sobre o leito (do grego, Kliné e de Clinicus em latim) para observar o doente ou paciente.

## Origem
Para Michel Foucault, a prática da clínica como a conhecemos atualmente tem origem nos processos de transição do discurso médico ocorridos na esteira do pensamento iluminista: "no início do século XIX, os médicos descreveram o que, durante sécuIos, permanecera abaixo do limiar do visível e do enunciáveI." O marco dessa transição não é a continuidade linear da descoberta anatômica do corpo, que vinha sendo empreendida há muito tempo. A integralidade do corpo se desfez, transformada pelo olhar clínico que desvela, particulariza e nomeia uma infinidade de tecidos, órgãos e mecanismos de inter-relação entre eles. É com essa série de reorganizações que se identifica o nascimento histórico da clínica.

## Na Psicologia
A existência ou não de uma clínica adequada promove diferenças epistemológicas, éticas, técnicas e sociais radicais. Nos mundos do trabalho, por exemplo, temos duas vertentes mais gerais, duas distinções importantes no que concerne aos cuidados com a saúde no trabalho: há uma distinção drástica entre, de um lado, (i) os princípios, instrumentos e objetivos das frentes de intervenção através das escolas orientadas pelo campo de pesquisa-intervenção conhecido como SAÚDE DO TRABALHADOR (ou Saúde do Trabalho), cujo objeto de estudo são as situações de trabalho envolvendo aí as hierarquias e os modos de gestão e, de outro, (ii) os princípios, instrumentos e objetivos do campo conhecido por QUALIDADE DE VIDA NO TRABALHO, cujo alvo de atenção é individual, considerando, seja o indivíduo em si, seja o grupo, como instâncias separadas dos modos de trabalho e gestão. Na vertente conhecida como "Qualidade de Vida" os modos de gestão geralmente não são questionados e são quase intocáveis, são 'poupados' e a atenção é ‘desviada’ para noções de bem-estar individual idealizadas, motivacionais e relacionais entre pessoas e grupos. A grande área da Psicologia Organizacional e do Trabalho (POT), a Psicologia Organizacional está alinhada ao campo da Qualidade de Vida no Trabalho, submetida ou limitada pelos interesses da Organização (Empresa privada ou pública), Já a chamada Psicologia do Trabalho, está alocada nesta grande área reunindo as chamadas Clínicas do Trabalho, as quais têm como referência os interesses e desejos dos trabalhadores e trabalhadoras, pondo em análise crítica os processos de trabalho (a Atividade, a Organização do Trabalho), incluindo aí os usos da hierarquia, assédio moral, condições materiais e imateriais do labor (ANDRADE, 2015).

## Tipos
O modo como se concebe o cuidado, ou seja o clinicar, pode favorecer ou dificultar o processo saúde-doença de uma pessoa ou grupo. No caso da Psicologia, em que as intervenções atuam mais intensamente nos processos de subjetivação (produção de subjetividade, modos de viver), as intervenções podem ter caráter adaptativo (libertário ou não) e/ou caráter libertário (prudente ou não). A produção de autonomia subjetiva é condição sine qua non para a construção de processos de emancipação social. Se considerarmos o trabalho como fator socializante principal, as Clínicas do Trabalho são aquelas escolas que vão em suas intervenções nos ambientes de trabalho procurar ampliar a potência de agir do Trabalhador